# Pim Langeveld
Pim Langeveld (Katwijk, 9 september 1969) is een voormalig Nederlands voetballer, die bij voorkeur speelde als middenvelder.

## Carrière
Langeveld begon bij de jeugd van Quick Boys. In 1987 ging hij naar VV Katwijk, de aartsrivaal van Quick Boys. In 1996 ging hij naar ADO Den Haag. Langeveld debuteerde op 31 juli 1997 bij ADO in het betaald voetbal, en werd bekend toen ADO Den Haag een vriendschappelijke wedstrijd won tegen FC Barcelona met 1-0. Hij stopte in 2000 als professioneel voetballer, vanwege blessureleed. Daarna speelde hij een seizoen bij Ter Leede.
In 2012 werd hij getroffen door een herseninfarct, waarna hij ook stopte hij bij VV Katwijk, als assistent-trainer. 

## Erelijst

### VV Katwijk
- Algemeen amateurkampioen (2): 1993 & 1994